# Nacer Bouhanni
Nacer Bouhanni (* 25. Juli 1990 in Épinal) ist ein ehemaliger französischer Radrennfahrer.

## Karriere
Nachdem Bouhanni in der Saison 2010 die zweite Etappe der Tour de Gironde gewann und bei der U23-Europameisterschaft Vierter im Straßenrennen wurde, fuhr er zum Saisonende für das französische ProTeam FDJ als Stagiaire, bei dem er 2011 einen Profivertrag erhielt.

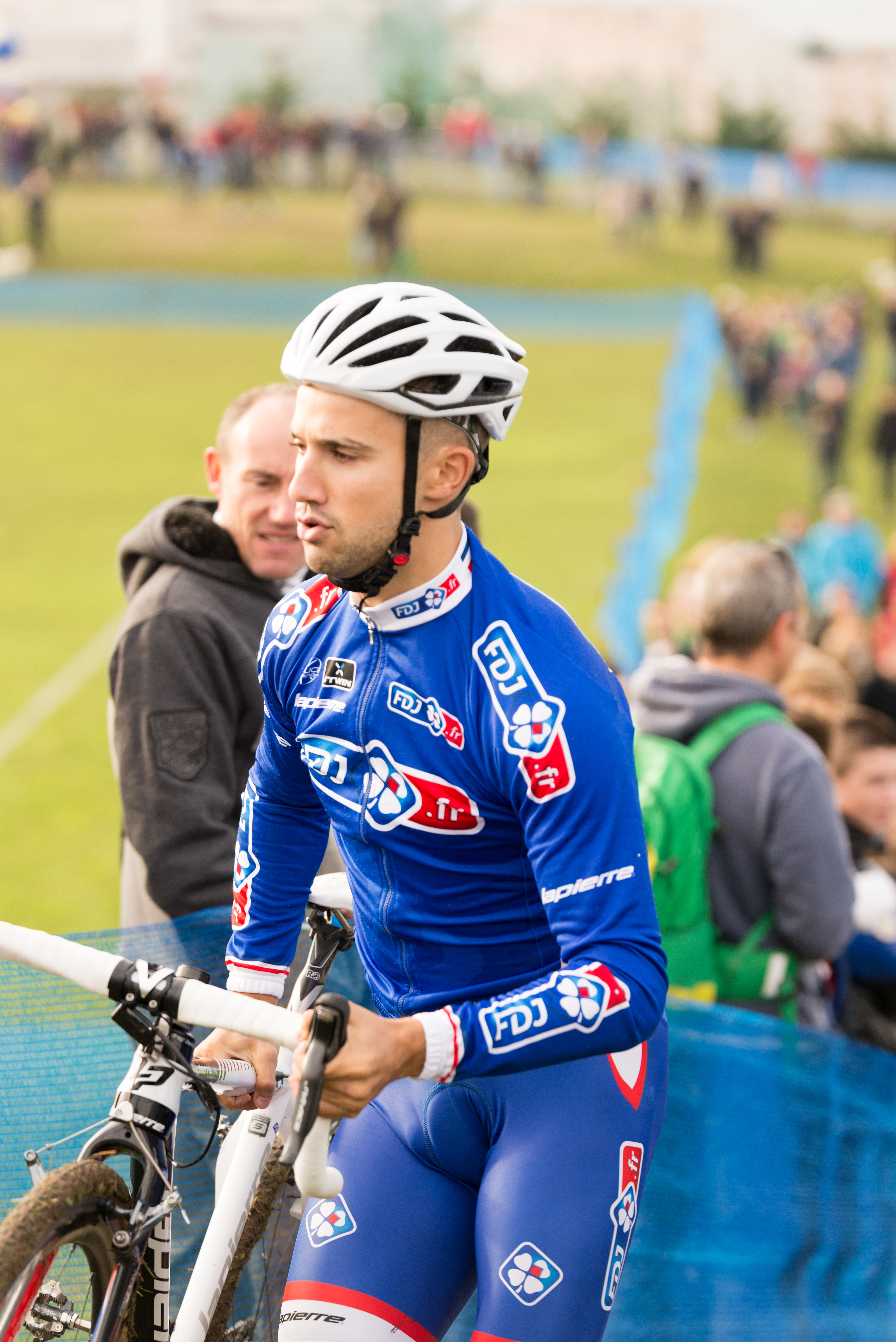
Nacer Bouhanni bei einem Cyclo-Cross-Rennen 2014

In den folgenden Jahren gewann er zahlreiche Rennen im Sprint, darunter die französische Straßenmeisterschaft 2012 vor seinem Teamkollegen Arnaud Démare und den Halbklassiker Grand Prix de Fourmies 2013 vor André Greipel. Nachdem Bouhanni 2012 bei der Vuelta a España sowie 2013 beim Giro d’Italia und der Tour de France jeweils ohne Etappensiege geblieben war und die Rennen nicht beendet hatte, gelang sein Durchbruch bei den „Grand Tours“ durch drei Etappensiege und den Gewinn der Punktewertung beim Giro d’Italia 2014. Trotzdem wurde er von seinem Team nicht für die anschließende Tour de France aufgestellt, was mit seinem bevorstehenden Wechsel zur Cofidis-Mannschaft in Verbindung gebracht wurde. Bei der darauffolgenden Vuelta a España gewann er zwei Etappen.
2015 gewann Bouhanni die Gesamtwertung in der Einzelwertung der UCI Europe Tour durch Siege unter anderem beim Circuit Cycliste Sarthe, beim Grand Prix de Denain, beim Circuito de Getxo und bei Halle–Ingooigem. Zudem ließ er zwei Etappensiege beim Critérium du Dauphiné, einem Rennen der UCI WorldTour, folgen.
2016 gewann er u. a. Etappen bei der Katalonien-Rundfahrt und dem Critérium du Dauphiné. Zudem sicherte er sich den Gesamtsieg bei der Tour de Picardie und dazu die Punktewertung und zwei Etappen. Bei Paris–Nizza konnte er die vierte Etappe für sich entscheiden und fuhr auch bei der zweiten Etappe als Erster über die Ziellinie. Im Nachhinein wurde er aber auf den dritten Platz zurückgestuft, da er den späteren offiziellen Sieger Michael Matthews im Zielsprint abdrängte. Im Juni des Jahres verletzte sich Bouhanni im Zuge einer Schlägerei mit einem anderen – mutmaßlich betrunkenen – Hotelgast an der Hand. Die Wunde entzündete sich, sodass er bei der Tour de France 2016 nicht starten konnte. Bei den EuroEyes Cyclassics 2016 in Hamburg überquerte er zwar als Erster die Ziellinie, wurde aber wegen einer Behinderung im Sprint gegen Caleb Ewan distanziert an das Ende der Gruppe, mit der er in das Ziel kam.
Bei der Tour de France 2017 war Nacer Bouhanni wieder in eine Auseinandersetzung verwickelt. Auf der Sprintankunft der 10. Etappe schlug er aufgrund des Körperkontakts, zu dem es im Gedränge des Pelotons kam, nach dem Quick-Step Fahrer Jack Bauer. Dadurch musste er CHF 200 zahlen und wurde mit einer Zeitstrafe von einer Minute in der Gesamtwertung belegt. Im selben Jahr kam es dann zu zwei weiteren Vorfällen, in die Bouhanni verwickelt war. Bei der Tour de l’Ain wurden Vorwürfe laut, dass im Sprint sein ausgestreckter Ellbogen zum Sturz von Anthony Maldonado geführt haben soll, was aber von offiziellen Stellen nicht geahndet wurde, und kurz nach der Ziellinie von Paris–Bourges musste Bouhanni bei einer hitzigen verbalen Auseinandersetzung vom Sieger Rudy Barbier getrennt werden.
Im Frühjahr 2018 kam es aufgrund seiner sportlichen Leistung immer wieder zu Konflikten zwischen der Rennleitung von Cofidis und Bouhanni, die in einer handgreiflichen Auseinandersetzung im Teambus zwischen ihm und dem Sportlichen Leiter Roberto Damiani gipfelte. Bouhanni konnte die restliche Saison aber mit mehreren Siegen u. a. eine Etappe bei der Vuelta a España noch erfolgreich abschließen.
Im Anschluss zum sieglosen Jahr 2019 und dem Teamwechsel zu Arkéa-Samsic konnte Nacer Bouhanni im Jahr 2020 einige Rennen für sich entscheiden.
Auch 2021 konnte er keinen Wettkampf gewinnen, war aber beim GP Cholet-Pays de la Loir Ausgangspunkt von einigen Debatten. Aufgrund der Fahrweise und den Remplern von Bouhanni kam Jake Stewart in Kontakt mit dem Absperrgitter und brach sich dadurch die Hand. Bouhanni gestand seinen Fehler ein, bestritt aber boshafte Absichten und entschuldigte sich bei Stewart. Er wurde von der UCI trotzdem für zwei Monate gesperrt.
Nachdem er mit sieben Top-10-Platzierungen gut in die Saison 2022 starten konnte, kam Bouhanni bei der Türkei-Rundfahrt durch einen Passanten zum Sturz und brach sich dabei einen Halswirbel. Daraufhin nahm er 2022 bei keinem weiteren Rennen mehr teil.
Zum Saisonende 2023 kündigte Bouhanni seinen Rücktritt vom Radsport an, da er nach seinem Sturz von 2022 nicht mehr an sein bisheriges Leistungsvermögen habe anknüpfen können.

## Rassistische Anfeindungen
Durch die Rempelei mit dem britischen Rennfahrer Jake Stewart kam es im April 2021 in sozialen Medien zu zahlreichen rassistischen Anfeindungen in Richtung Bouhanni. Er erklärte dazu, dass er seit Jahren mit rassistischen Äußerungen konfrontiert werde. Nun seien diese so massiv geworden, dass er Anzeige gegen die Verfasser erstatten werde. Stewart wiederum verurteilte diese rassistischen Äußerungen als „verächtlich“.

## Diverses
Bouhanni gilt seit seiner Jugend als guter Boxer und widmete sich zuerst dem Kampfsport, bevor er mit dem Radfahren begann. In den Wintermonaten nutzt er das Boxtraining noch immer um seine Rumpf- und Oberkörpermuskulatur für Sprintankünfte zu stärken sowie als Mentales Training für Wettkämpfe. 2014 sagte Bouhanni, dass er mit 32 Jahren dem Radsport den Rücken kehren will, um noch eine Karriere als Boxer beginnen zu können.

## Erfolge
2010
- eine Etappe Tour de Gironde

2011
- eine Etappe La Tropicale Amissa Bongo

2012
- eine Etappe Étoile de Bessèges
- Gesamtwertung und eine Etappe Circuit de Lorraine
- Halle–Ingooigem
- Französischer Meister – Straßenrennen
- eine Etappe Tour de Wallonie
- eine Etappe Circuit Franco-Belge

2013
- eine Etappe Tour of Oman
- eine Etappe Paris–Nizza
- Val d’Ille Classic
- eine Etappe Circuit Cycliste Sarthe
- drei Etappen Tour du Poitou Charentes
- Grand Prix de Fourmies
- Tour de Vendée
- zwei Etappen und Punktewertung Tour of Beijing

2014
- eine Etappe Étoile de Bessèges
- eine Etappe Paris–Nizza
- eine Etappe Critérium International
- eine Etappe Circuit Cycliste Sarthe
- GP de Denain
- drei Etappen und  Punktewertung Giro d’Italia
- eine Etappe Eneco Tour
- zwei Etappen Vuelta a España

2015
- zwei Etappen Circuit Cycliste Sarthe
- GP de Denain
- zwei Etappen Critérium du Dauphiné
- Halle–Ingooigem
- Circuito de Getxo
- zwei Etappen Tour de l’Ain
- GP d'Isbergues
- Nationale Sluitingsprijs
- Einzelwertung UCI Europe Tour

2016
- eine Etappe Ruta del Sol
- eine Etappe Paris–Nizza
- zwei Etappen Katalonien-Rundfahrt
- Gesamtwertung, zwei Etappen und Punktewertung Tour de Picardie
- eine Etappe Critérium du Dauphiné
- zwei Etappen Tour du Poitou Charentes
- Tour de Vendée

2017
- Nokere Koerse
- eine Etappe Katalonien-Rundfahrt
- Paris–Camembert
- eine Etappe Tour de Yorkshire
- eine Etappe Tour de l’Ain
- eine Etappe Tour du Poitou Charentes
- Grand Prix de Fourmies
- Einzelwertung UCI Europe Tour

2018
- eine Etappe Vier Tage von Dünkirchen
- Grote Prijs Marcel Kint
- zwei Etappen und Punktewertung Boucles de la Mayenne
- eine Etappe Route d'Occitanie
- eine Etappe Vuelta a España

2020
- eine Etappe und Punktewertung Saudi Tour
- eine Etappe Tour de La Provence
- GP d'Isbergues
- Paris–Chauny

2022
- La Roue Tourangelle

## Grand-Tour-Platzierungen
| Grand Tour            | 2011 | 2012 | 2013 | 2014 | 2015 | 2016 | 2017 | 2018 | 2019 | 2020 | 2021 | 2022 | 2023 |
| --------------------- | ---- | ---- | ---- | ---- | ---- | ---- | ---- | ---- | ---- | ---- | ---- | ---- | ---- |
| Giro d’ItaliaGiro     | –    | –    | DNF  | 140  | –    | –    | –    | –    | –    | –    | –    | –    | –    |
| Tour de FranceTour    | –    | –    | DNF  | –    | DNF  | –    | 138  | –    | –    | –    | DNF  | –    | –    |
| Vuelta a EspañaVuelta | –    | DNF  | –    | DNF  | DNF  | –    | –    | DNF  | –    | –    | –    | –    | –    |